# Rebecka Hemse

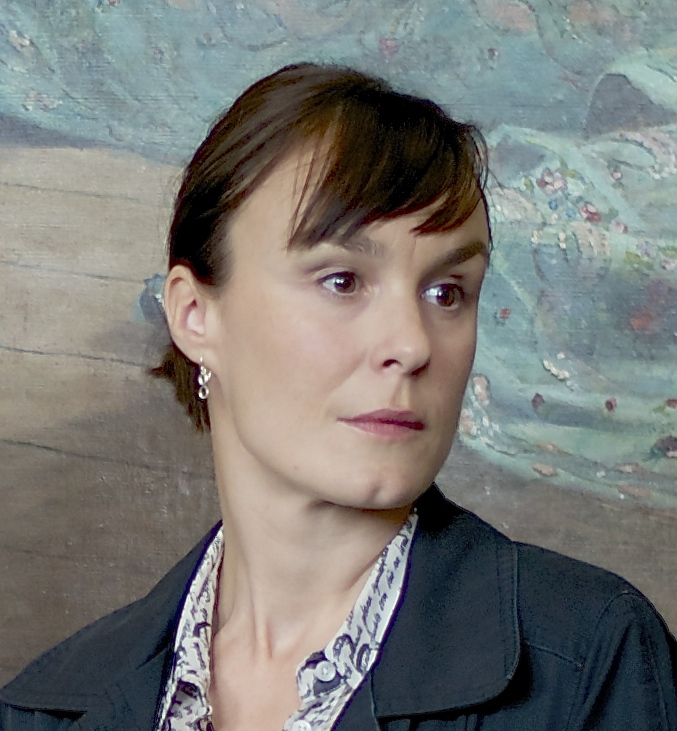
Rebecka Hemse, 2014

Ingrid Rebecka Elisabet Hemse (* 4. August 1975 in Järna) ist eine schwedische Schauspielerin sowohl im Theater als auch im Film sowie eine Hörspielsprecherin.

## Leben
Ihr Vater war Schlagzeuger. Sie besuchte eine Waldorfschule und ist seit 1993 Theaterschauspielerin. Rebecka Hemse gehört seit 2005 zum festen Ensemble des Stockholmer Königlichen Dramatischem Theaters. 2006 erhielt sie ein Margaretha-Krook-Stipendium.
Fernsehbekanntheit erhielt sie durch ihre Rolle der Inger Beck in der Reihe Kommissar Beck – Die neuen Fälle. Ihr Schaffen für Film und Fernsehen umfasst rund 40 Produktionen.

## Filmografie (Auswahl)
- seit 1998: Kommissar Beck – Die neuen Fälle (Beck, 37 Folgen)
- 2004: Der Fluch von Hellestad (Strandvaskaren)
- 2007: Bedingungslos (Kærlighed på film)
- 2019: Quicksand – Im Traum kannst du nicht lügen (Störst av allt)